# Bairro da Ponte
Bairro da Ponte é o segundo álbum de estúdio de Stereossauro. Editado pela Valentim de Carvalho a 1 de fevereiro de 2019, o disco esteve onze semanas na tabela dos álbuns mais vendidos em Portugal, alcançando a quarta posição.
O álbum cruza hip-hop e música eletrónica com fado.
O disco foi eleito um dos melhores álbuns nacionais de 2019 por parte da crítica generalista e especializada em Portugal, integrando as listas de fim de ano da Antena 3 e da Blitz, bem como de publicações como Rimas e Batidas, Threshold Magazine ou Comunidade Cultura e Arte.